# Curio (企業)
株式会社Curio（キュリオ、英: Curio Inc.）は、日本のソフトウェアベンチャー企業。
2008年11月に、麻布ダイニング株式会社（あざぶダイニング）に社名変更し、業種を変更している。
ブックマーク共有型検索エンジン「netPlant」の開発を端緒とし、情報処理推進機構（IPA）の未踏事業スーパークリエータ認定者によって2007年に設立された。

## 概要
- 設立 – 2007年5月、学生起業家の小林慶太と大澤昇平が共同創業[3]。
- 事業 – ブラウザ拡張型検索エンジン、分散ブックマーク共有プラットフォーム、ソーシャルデータ解析ライブラリなどを開発。
- 特徴 – 全ユーザのブックマーク集合を検索インデックスに転用し、検索品質を“集合知”で向上させるアルゴリズムを採用[4]。

## 沿革
- 2006年
  - IPA未踏ユースで「netPlant」が採択、「スーパークリエータ」認定[5]。
- 2007年
  - 5月1日：株式会社Curio設立[2]
- 2008年
  - 3月：シリコンバレー投資家向けデモツアー（IPA海外事業化支援）に参加[1]。
  - 11月：麻布ダイニング株式会社に社名変更[2]。

## 製品
- netPlant – Firefoxアドオンとして配布されたブックマーク連携型検索エンジン。共有ブックマークをクローラレス検索インデックスとして利用する[4]。

## 受賞
- 2006年度上期 IPA未踏ユース スーパークリエータ（テーマ：netPlant）[4]

## 評価
ASCII.jpは「ブックマークの集合知を検索エンジンに応用した発想は“Web 2.0を体現するサービス”」と評した。